# Anomaloglossus shrevei
Anomaloglossus shrevei es una especie de anfibio anuro de la familia Aromobatidae.

## Distribución geográfica
Esta especie es endémica del estado de Amazonas en Venezuela. Habita entre los 350 y 1830 m sobre el nivel del mar en el Monte Marahuaca y el Cerro Duida.

## Etimología
Esta especie lleva el nombre en honor a Benjamin Shreve.

## Publicación original
- Rivero, 1961 : Salientia of Venezuela. Bulletin of the Museum of Comparative Zoology, vol. 126, p. 1-207[5]